# Paper (tijdschrift)
Paper is een Amerikaans tijdschrift over mode, muziek, cultuur en film. 

## Omschrijving
Het blad werd opgericht in 1984. Op de cover stonden al onder meer Kim Kardashian, Katy Perry, Miley Cyrus, Paz de la Huerta en Mariah Carey. Het blad wordt zesmaal per jaar uitgegeven. In 2014 ontstond een discussie over naaktfoto's die in het blad verschenen waren van Kim Kardashian